# Jonsdorfer Felsenstadt

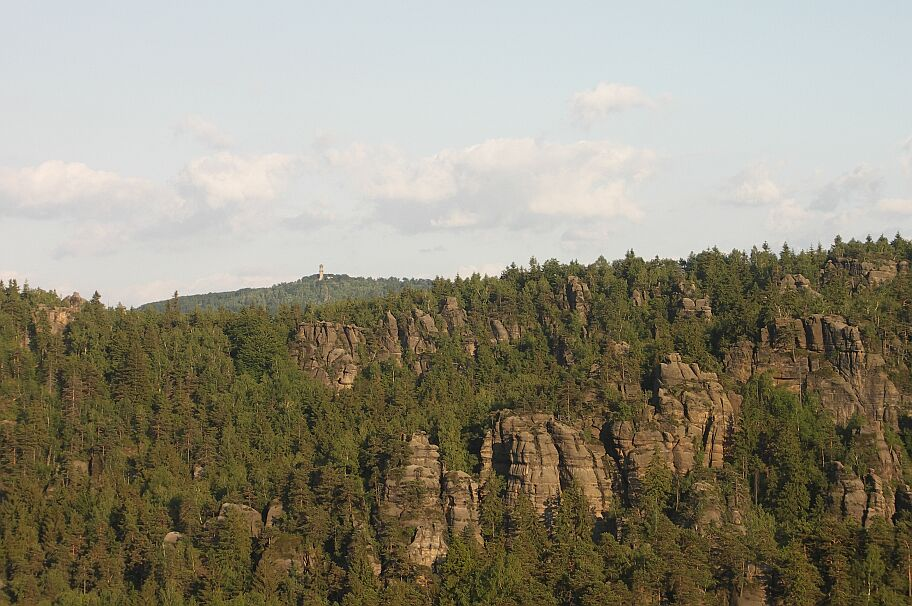
Jonsdorfer Felsenstadt, gesehen vom Nonnenfelsen

Die Jonsdorfer Felsenstadt ist ein im Zittauer Gebirge südöstlich der Ortslage Jonsdorf (Landkreis Görlitz, Sachsen) gelegenes Sandsteinfelsengebiet. Nordöstlich schließen sich die Mühlsteinbrüche an. Südwestlich der Felsenstadt verläuft die Grenze zu Tschechien. In dem Felsgebiet entspringen am Friedrichsstein die Quellbäche des Pochebachs.

## Schutzgebiet
Die Jonsdorfer Felsenstadt ist ein bedeutendes geologisches Naturreservat, das sowohl als Naturschutzgebiet (NSG) als auch als Teilfläche des Fauna-Flora-Habitat-Gebietes (FFH) „Hochlagen des Zittauer Gebirges“ geschützt ist. Zudem ist das Gebiet als Zone 1 (Ruhezone) des Naturparkes Zittauer Gebirge ausgewiesen.
Das NSG hat eine Fläche von 65,4 ha und wurde am 1. Juli 2014 vom Landkreis Görlitz mit gebietskonkreten rechtlichen Regelungen neu festgesetzt.
Die FFH-Teilfläche umfasst zudem die Mühlsteinbrüche und beinhaltet in der Felsenstadt den Lebensraumtyp 8220 (Silikatfelsen mit Felsspaltenvegetation).
Das Gebiet ist zudem von großer ornithologischer Bedeutung, daher auch als Horstschutzzone für Uhu und Wanderfalke ausgewiesen und damit nur zeitlich begrenzt außerhalb der Brutzeit begehbar.

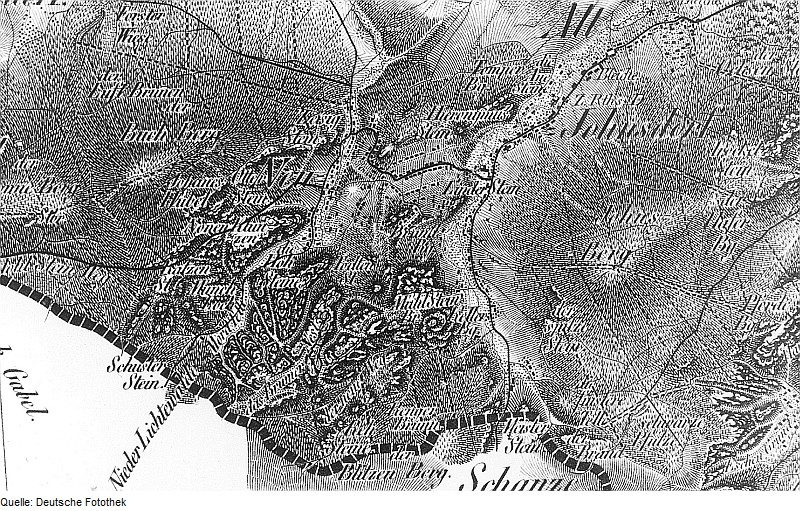
Karte von Jonsdorf von 1844–46

## Geologie
Das Felsengebiet ist aus fein- bis mittelkörnigem Sandstein des Turon aufgebaut, welches von Basalt und Phonolith in Gängen sowie einzelnen Schloten durchzogen ist. Die heute sichtbare, stark zerklüftete Sandstein-Felsenlandschaft entstand durch nachfolgende Erosions- sowie Denudationsvorgänge.

## Sehenswürdigkeiten
- Friedrichssteine (benannt nach Oskar Friedrich)
- Schalkstein